# Josep Picó
Josep Picó Llado (né le 12 avril 1964 à Sabadell) est un joueur de water-polo espagnol qui remporte la médaille d'argent olympique lors des Jeux de 1992 à Barcelone.